# Красуля Георгій Андрійович
Гео́ргій Красу́ля (*9 травня 1929 —18 серпня 1996) — український співак, бас, соліст Одеського та Київського театрів опери та балету.

## Життєпис
Був сином Андрія Красулі. Народився у м. Великий Токмак (Запорізька область, Україна) у 1929 році. Тут здобув середню освіту після завершення Другої Світової війни. Після цього закінчив Механічний технікум, Одеський Інститут інженерів морського флоту з відзнакою, де виявив співочий талант та був запрошений до навчання в Одеську консерваторію, яку успішно закінчив.
У 1955—1958 роках був солістом Одеського театру опери та балету. У 1957 році став лауреатом міжнародного конкурсу вокалістів у Москві. У 1958 році закінчив Одеську консерваторію, класу Ф. Дубиненка. У 1959 році стає лауреатом міжнародного конкурсу вокалістів у Відні (Австрія).
Протягом 1958—1994 років Георгій Красуля був солістом Київського ім. Т. Шевченка театру опери та балету. Створив низку записів до фонду Українського радіо та на грамплатівки.
Відомий виконанням партій Карася («Запорожець за Дунаєм» С. Гулака-Артемовського), Кирдяги, Воєводи («Тарас Бульба» М. Лисенка), Тура, Гаврили («Богдан Хмельницький» К. Данькевича), Кончака («Князь Ігор» О. Бородіна), Священика («Катерина Ізмайлова» Д. Шостаковича), Сен-Брі («Гуґеноти» Дж. Мейєрбера), Мефістофеля («Фауст» Ш. Ґуно), Раймонда («Лючія ді Ламмермур» Ґ. Доніцетті), Коллена («Богема» Дж. Пуччіні), Спарафучільо («Ріґолетто» Дж. Верді).